# Очирын Цэвэгжав
Очирын Цэвэгжав — заслуженный деятель искусства Монгольской народной республики, первый народный художник, дважды лауреат государственной премии.

## Биография
Родился в Российской империи в 1915 году на территории нынешнего Агинского Бурятского округа в местечке Шаазгайт, в детстве жил на территории нынешнего сомона Баяндун аймака Дорнод в Монголии. В 1926—1930 годах посещал начальную школу Улзинского хошуна Хэнтий-Хан-Уульского аймака. В 1931 году поступил в педагогическое училище Улан-Батора, занимался в художественной студии К. И. Померанцева. Начиная с 1935 года работал учителем-просветителем, в образцовой начальной школе, первой средней школе, педучилище, художественно-ремесленной мастерской, во дворце пионеров, в улан-баторской средней школе, в музыкально-танцевальной средней школе, а также художником. В 1942 году основал ремесленную мастерскую, стоял у истоков союза ремесленников Монголии, и рьяно способствовал распространению в стране западных художественных техник. Женой Цэвэгжава была Д. Дамдима, — заслуженный деятель искусств, скульптор; двое их сыновей и дочь занимаются литографией, живописью и мультипликацией.
Дважды удостаивался государственных наград: в 1945 году премию имени Чойбалсана «Ялалтын дараа буцаж ирсэн нь», затем в 1947 году «Баатруудын гавьяа». 2 октября 1945 года стал заслуженным деятелем искусств Монголии, 3 декабря 1965 года удостоился звания народного художника МНР. Кавалер монгольских орденов Полярной звезды и Трудового ордена Красного Знамени. Скончался 23 июля 1975 года в возрасте 60 лет.

## Известные произведения
- «Народное ополчение вошло в Хурэ» (Ардын журамт цэрэг Хүрээнд орж ирлээ, 1948)
- «Три богатыря» (Гурван баатар, 1947)
- «Две группы соединились» (Хоёр бүлгэм нэгдэв)
- «Партизанского полку прибыло» (Партизан цэрэг элсүүлж байна)
- «Первый государственный великий хурал» (Улсын анхдугаар их хурал)
- Автопортрет (1946)
- «Юролчи Жигмэд» (1946)
- «Художник Д. Чойдог» (1948)
- «Заслуженный музыкант Жамбал» (1946)
- «Схватка быков» (Бухын мөргөлдөөн, 1953)
- «В горах» (Ууланд, 1953)
- «Бой жеребцов» (Азаргын ноцолдоон, 1958) — его самое знаменитое произведение, над которым он работал 15 лет
- «Объездчик лошадей» (Эмнэг сургагч, 1963)